# محمد صالحی
محمد صالحی (زاده ۱۳۱۱) عضو حقوقدان شورای نگهبان طی سالهای (۱۳۵۹ تا ۱۳۶۵) بود.

## زندگی‌نامه و تحصیلات
صالحی متولد (۱۳۱۱ قم) و دارای مدرک دکترای حقوق قضائی بودهو به مدت شش سال ۱۳۵۹–۱۳۶۵ از سوی مجلس شورای اسلامی برای عضویت به عنوان حقوق دان در شورای نگهبان انتخاب شد. او همچنین مسوولیت دادگستری استان‌های کرمان و قم را نیز بر عده داشته است.
او از جمله افرادی است که پس از رد صلاحیت اکبر هاشمی رفسنجانی در انتخابات ۱۳۹۲ از شورای نگهبان حمایت کرد.